# Матаиресинол
Матаиресинол — растительный лигнан, фенилпропаноид. Фитоэстроген, предшественник энтеролактона (лигнана млекопитающих). Находится в тех же продуктах, что и секоизоларициресинол: маслянистых семенах, цельных зерновых, овощах и фруктах. 

## См.также
- Лигнаны